# Cupra Marittima
Cupra Marittima é uma comuna da região italiana das Marcas, província de Ascoli Piceno, com cerca de 5 006 habitantes. Estende-se por uma área de 17 km², tendo uma densidade populacional de 294 hab/km². Faz fronteira com Grottammare, Massignano, Ripatransone.

## Demografia
| Variação demográfica do município entre 1861 e 2011                               |
|                                                                                   |
| Fonte: Istituto Nazionale di Statistica (ISTAT) - Elaboração gráfica da Wikipedia |